# Candy Crush Saga

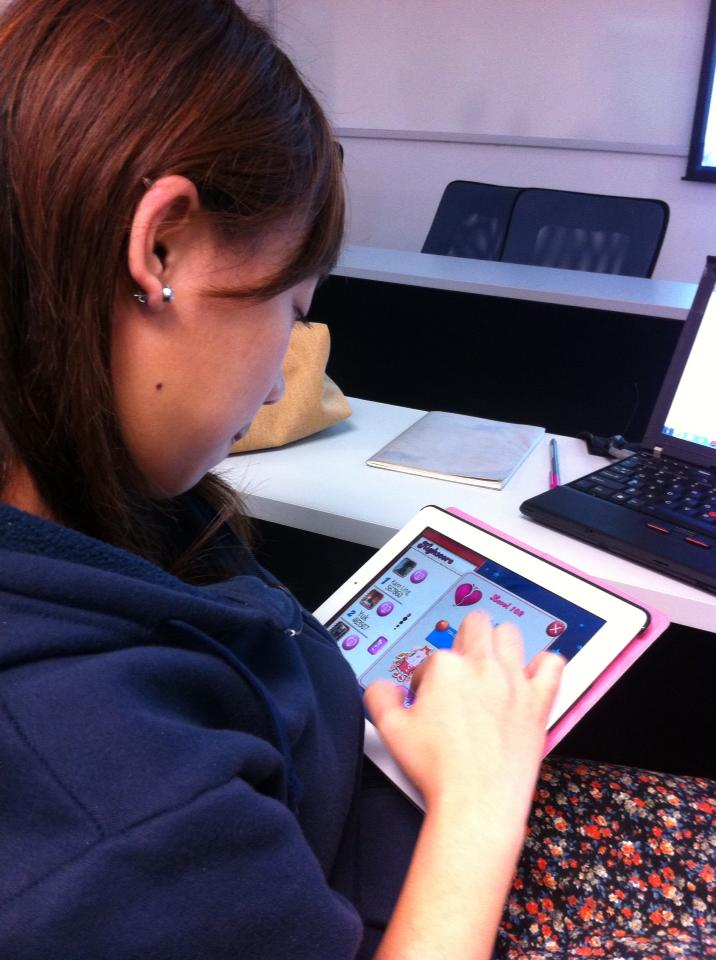
Kobieta grająca w Candy Crush Saga na tablecie.

Candy Crush Saga – darmowa komputerowa gra logiczna stworzona przez firmę King. Gra została udostępniona 12 kwietnia 2012 roku.
Gra składa się z serii dwuwymiarowych poziomów. Na każdym z nich umieszczone są w rzędach różne słodycze. Celem gracza jest przesuwanie ich w taki sposób, żeby w jednym rzędzie lub kolumnie były przynajmniej 3 pasujące kolorem słodycze. Gdy to się stanie, gracz dostaje punkty, a na planszy pojawiają się nowe obiekty. Każdy z poziomów ma inne zadania do wykonania, np. osiągnięcie konkretnego wyniku przy użyciu określonej liczby ruchów.
Średnia ocen z dziewięciu recenzji na agregatorze Metacritic wynosi 79/100. W grudniu 2012 roku pobrano grę ponad 10 milionów razy. Do 2013 roku łącznie na wszystkich urządzeniach Candy Crush Saga ściągnięto ponad 500 milionów razy. Tylko w 2014 roku gracze wydali ponad 1,33 miliarda dolarów na mikropłatności w grze.